# (1830) Pogson
(1830) Pogson es un asteroide que forma parte del cinturón de asteroides y fue descubierto por Paul Wild desde el observatorio de Berna-Zimmerwald, Suiza, el 17 de abril de 1968.

## Designación y nombre
Pogson fue designado al principio como 1968 HA.
Más tarde se nombró en honor del astrónomo británico Norman Robert Pogson (1829-1891).

## Características orbitales
Pogson orbita a una distancia media del Sol de 2,189 ua, pudiendo alejarse hasta 2,311 ua y acercarse hasta 2,066 ua. Su excentricidad es 0,05595 y la inclinación orbital 3,955°. Emplea en completar una órbita alrededor del Sol 1183 días.